# Paper (песня)
«Paper» (с англ. — «Бумага») — песня исландской певицы Свалы, представленная на конкурсе «Евровидение-2017» в Киеве.

## Евровидение
20 января 2017 года было подтверждено, что Свала примет участие в национальном отборе «Söngvakeppnin 2017» для участия на Евровидение 2017 года. В этот день через исландскую телекомпанию Ríkisútvarpið (RÚV) были выпущены английская и исландская версии песни. Свала участвовала во втором полуфинале 4 марта 2017 года с исландской версией песни. Она получила наибольшее количество голосов и перешла в финал, который состоялся 11 марта 2017 года. В финале Свала исполнила английскую версию песни. В первом раунде она получила наибольшее количество голосов от зрителей и голосов от жюри, продвигаясь к суперфиналу вместе с Дари Фрейром Петурссоном. В суперфинале ей отдали более 62 % голосов, и она была признана победителем, получив право представлять Исландию на Евровидении 2017 года. Исландия соревновалась во второй половине первого полуфинала Евровидения, но не попала в финал.

## Композиция
| №  | Название                | Длительность |
| -- | ----------------------- | ------------ |
| 1. | «Paper»                 | 3:00         |
| 2. | «Ég veit það»           | 3:00         |
| 3. | «Paper» (Karaoke)       | 3:00         |
| 4. | «Ég veit það» (Karaoke) | 3:00         |

| №  | Название                        | Длительность |
| -- | ------------------------------- | ------------ |
| 1. | «Paper» (Edvard Egilsson Remix) | 5:10         |
| 2. | «Paper» (Daði Freyr Remix)      | 4:05         |